# Paul Kamara
Paul Kamara (Kambia, Sierra Leone, 12 d'agost de 1956) és un periodista, entrenador de futbol i ministre de Sierra Leone.

## Antecedents
Kamara va néixer el 12 d'agost de 1956 al districte de Kambia, Sierra Leone.És catòlic i antic sacerdot, i va obtenir una llicenciatura en arts a la Universitat de Sierra Leone. està casat amb Isatu Sidratu Kamara, amb la que té tres filles.

## Periodisme
Des de 1983 Kamara treballa com a editor de For Di People, un diari en krio. Kamara ha estat, de vegades, crític amb tots els bàndols en els conflictes de Sierra Leone i segons informes, ha enutjat múltiples partits polítics. La citació del Premi al Coratge Civil] va encomanar Kamara com a periodista que havia estat "constantment croat contra la corrupció i altres mals socials, defensant la llibertat de premsa, els drets humans i els valors democràtics a Sierra Leone, tot i el constant assetjament i la intimidació".
Com a conseqüència del seu periodisme, Kamara ha estat amenaçat regularment, atacat i empresonat. El 20 de febrer de 1996, el primer dia d'una ronda d'eleccions, Kamara va ser disparat per soldats amb fusells automàtics i ferit a la cama, aparentment per violar el toc de queda. Encara que els grups de drets humans descriuen des de llavors l'incident com un "intent d'assassinat", no es va fer cap investigació oficial. En 1999 tres dirigents del Front Revolucionari Unit (RUF) suposadament atacaren Kamara a les oficines de For Di People després d'un article que descrivia la "vida alegre" dels comandants militars a Freetown. El 25 de setembre de 2001, Kamara i sis altrse periodistes reberen amenaces de mort anònimes després de la seva crítica a la decisió del govern d'ajornar les eleccions. Els portaveus governamentals van negar la participació i van acusar als periodistes de fabricar les amenaces per guanyar simpatia internacional.
El 12 de novembre de 2002, el Tribunal Superior de Sierra Leone va condemnar Kamara a 18 condemnes de difamació després d'una sèrie d'articles que critiquen la gestió del jutge Tolla Thompson de l'Associació de Futbol de Sierra Leone. Va ser sentenciat a sis mesos de presó i una multa de 4.500 leones (US $ 2). Va ser alliberat l'11 de març, però va anunciar la seva intenció d'apel·lar pel seu convenciment per principi de que la seva condemna fos esborrada del seu registre.
Kamara ha guanyat nombrosos premis internacionals de premsa pel seu treball. El 1997 va guanyar el premi "Freedom of the Press" de l'International Press Directory de Londres, i el 1999 el Premi Editor Internacional de l'Any de la World Press Review. En 2001 va ser guardonat amb el Premi al Coratge Civil de la Train Foundation, que reconeix "extraordinaris herois de consciència" i incloïa un premi en efectiu de 50.000 dòlars americans.

## Condemna per difamació de 2004
L'octubre de 2003 For Di People va editar el títol El repte del portaveu del Parlament: Kabbah és un veritable convicte, al referir-se a la condemna del president Ahmad Tejan Kabbah de 1968 pel frau i suggerint que era inconstitucional que mantingués el càrrec. Kamara va ser arrestat posteriorment, i el 2004 va ser empresonat dos càrrecs de libel sediciós. L'equipament fou segrestat de les oficines de For Di People, inclòs el cotxe de Kamara, i el diari fou clausurat durant sis mesos. El 28 de juliol de 2005 l'editor substitut de Kamara, Harry Yansaneh, va morir a causa d'una pallissa ordenada per un membre del parlament.
BBC News va descriure el cas de Kamara com un "gran interès públic amb motius de grups de drets dels mitjans de tot el món exigint el seu alliberament". El Comitè per la Protecció de Periodistes va fer una crida en nom de Kamara, com va fer Reporters Sense Fronteres.
El 30 de novembre de 2005, Kamara va guanyar un recurs contra la seva condemna i va ser alliberat. Després del seu alliberament, va dir als periodistes: "l'empresonament no ha trencat el meu esperit per publicar la veritat o defensar el dret de la gent a saber".

## Càrrec ministerial
En 1996 Kamara va servir un mes com a secretari d'Estat de Terra, Habitatge i Medi Ambient al govern militar del Consell Nacional de Govern Provisional (NPRC) de Julius Maada Bio. Quan va arribar a la conclusió que els generals no tenien intenció de fer la transició cap a la democràcia va deixar el govern. Poc després, va ser ferit per soldats i va buscar tractament mèdic a Londres, però va tornar un any més tard per oposar-se al govern militar.
El 23 de desembre de 2010 Kamara es va convertir al Ministre d'Ocupació, Joventut i Esports del Sierra Leone al gabinet d'Ernest Bai Koroma. En 2011 el seu ministeri va entrar en conflicte amb l'Associació de Futbol de Sierra Leone (SLFA) sobre el nomenament de l'entrenador suec Lars-Olof Mattsson. La SLFA havia pressionat perquè Christian Cole entrenés l'equip en comptes d'ell, culminant amb els dos entrenadors nomenant diferents seleccionats per a la classificació de la Copa d'Àfrica de Nacions 2012. El 23 de maig Kamara va anunciar que els dos grups havien arribat a un acord i que Mattison continuaria sent l'entrenador.

## Futbol
Kamara posseeix el popular equip de futbol Wellington People F.C. En 2000 va servir breument com a subentrenador de la selecció de futbol de Sierra Leone, els Leone Stars. Durant el seu càrrec es va informar de constants conflictes amb l'entrenador cap, Abdulai Garincha.